# Triplemanía XI
Triplemanía XI fue la edición número 11 de Triplemanía, evento de pago por visión de lucha libre profesional producido por la empresa mexicana Asistencia Asesoría y Administración. El evento se realizó el 15 de junio de 2003, y fue la primera desde el Toreo de Cuatro Caminos en Naucalpan, Estado de México.

## Resultados
- Máscara Sagrada jr, Esther Moreno, Mascarita Sagrada y May Flower's derrotaron a El Picudo, Pol Star, Mini Abismo Negro y a Polvo de Estrellas
  - Mascarita Sagrada rindió a Mini Abismo Negro con una "Cerrajera"
  - Durante la lucha Mini Abismo Negro y el Picudo tuvieron un problema y como consecuencia de esto Abismo Negro salió a defender a su mini
- Lady Apache con Electroshock derrotaron a Martha Villalobos con El Brazo, Chessman con Tiffany y a El Apache con Faby Apache y ganaron un Elimination Match por el Campeonato Mundial en Parejas Mixto de AAA.
  - Chessman cubrió a Martha Villalobos después de echarle un líquido en los ojos, como consecuencia de eso Martha Villalobos y el Brazo fueron eliminados
  - El Apache cubrió a Chessman con una "Hurracarana", por ello fueron eliminados Chessman y Tiffany
  - Lady Apache cubrió al Apache con una "Hurracarana"" así ganado los Campeonatos
- Heavy Metal (con Pepe Tropicasas) derrotó a Sangre Chicana, Pirata Morgan y a El Texano en una Handicap Match (3 vs 1), en una lucha de apuesta Cabellera vs Cabelleras
  - Heavy Metal cubrió al Pirata Morgan con una "Casita"
  - Durante la lucha el Tirantes atacó a Heavy Metal
  - Pepe Tropicasas intervino a favor de Heavy Metal, pero no lo logró ya que el Tirantes lo golpeó.
  - Carlos Bonavides "Huicho Domínguez" intervino en plena lucha a ayudar a Pepe Tropicasas
  - Como consecuencia de perder los rudos se raparon
- El Zorro y Rayman derrotaron a Juventud Guerrera y a Mr Águila, por descalificación
  - Mr. Águila y Juventud Guerrera fueron descalificados por golpear a sus contrincantes y al referí con unos palos de Kendo
- La Parka, Lizmark, Octagon y Super Calo derrotaron a El Cibernético, Abismo Negro y a los Head Hunter I y II
  - El Cibernético le aplicó un "foul" a la Parka pero los referís sí vieron y lo descalificaron
  - Durante la lucha Octagon fue sacado de emergencia ya que Abismo Negro lo quemó

## Comentaristas
- Arturo Rivera "El Rudo"
- Andrés Maroñas Escobar
- Jesús Zúñiga

- Datos: Q7843571